# 巴黎中央理工学院
48°45′56.8″N 2°17′18.3″E / 48.765778°N 2.288417°E
巴黎中央理工学院（法語：École centrale Paris，俗称巴黎中央或），官方名称是「巴黎中央工艺制造学院」（École centrale des arts et manufactures），为法国最优秀的工程师学校之一。校址位于巴黎大区（法兰西岛）上，上塞纳省的沙特奈马拉布里市。该校为「大学校论坛」（La conférence des grandes écoles）及中央理工学院联合体成员。
学校目标旨在培养主要为企业服务的高层次的「通才工程师」。学校主要颁发法国中央理工工程师学位，还颁发硕士学位和博士学位证书。学校还拥有一个400多人的研究中心。
该校于1988年与欧洲数所著名工科大学或工程师学校创立了校际合作网，旨在通过联合培养，让优秀学生同时获得两所优秀工科高校的学位。
2015年1月1日，巴黎中央理工学院与高等电力学院合并，校名改为“中央理工-高等电力学院”，成为巴黎-萨克雷大学一员。

## 历史
中央工艺制造学院创于1829年。创始人阿尔封斯·拉瓦雷是一名商人，和结交的三名科学家Jean-Baptiste Dumas、Eugène Péclet和Théodore Olivier一起办起了学校。当时高等教育院校学生主要就职于政府部门，而学校的目标旨在为兴起的工业培养出通才工程师。1857年，拉瓦雷将学校转让给政府，使学校成为公立学校。其后，学校暂时改名为帝国工艺制造学院。1862年起，学校开始颁发工艺制造工程师证书，成为法国第一个工程师文凭，现称巴黎中央工艺制造学院工程师证书。
校址原来设在巴黎de Juigné公馆，（现Salé公馆，毕加索博物馆所在地），之后迁到了专门为学校建造的位于Montgolfier路的校址上（现属法国国家工艺技术学院）。1969年，学校再次搬迁，来到它现在在沙特奈-马拉布里（Châtenay-Malabry）的校址上。这个校址上聚集了教学楼和研究楼，还有学生宿舍、大学餐厅、体育场和体育馆。法国蓬皮杜总统和当时是部长的中央学员Robert Galley为这个新校园剪的彩。
巴黎中央理工学院很快名声大作。。很多法国工业史的著名人物都曾经是学校学生，如居斯塔夫·艾菲爾、安德烈·米其林、路易·布莱里奥、阿尔芒·标致等。艺术界也有很多来自中央理工的名人，最有名的当属作家鲍里斯·维昂。
从2003年起，学校的校长是埃尔韦·比奥塞尔。
学校2004年庆祝了175年校庆。
2015年1月1日，巴黎中央理工学院与高等电力学院（Supélec, École Supérieure d'Électricité，包含伊韦特河畔日夫、梅斯和雷恩三个校区）合并。新学校名称为中央理工-高等电力学院（CentraleSupélec），成为巴黎-萨克雷大学一员。埃尔韦·比奥塞尔任新学校校长。

## 学校教育

### 工程师教育
招生
巴黎中央理工学院招生途径通过以下方式：
- 中央理工工程师项目（巴黎中央理工工程师 = 300 ECTS）
  - 中央理工-高等电力联合选拔考试（预科班数学物理（MP）、物理工程（PSI）、物理化学（PC）、物理技术（PT）、技术工程（TSI））。
  - CASTing - 工程师入学考试，针对拥有大学毕业证书的学生
  - 交换项目：TIME双学位。一部分学生来自项目合作学校（一届500人中将近100人来自这个项目）。项目还包括与中国的4+4项目。

教学
学业一般历时三年半，但在一些情况下可以更长。教育结合科学课程、人文课程（社会科学、科学哲学，社团活动）和体育。学校旨在培养拥有广阔的科学和技术知识的通才工程师，作为领袖，时刻准备应对21世纪国际舞台上出现的挑战。所有工程师学员都需要在法国外学习至少一个学期，或在大学，或在公司，也可以做一个双学位。
2010届学员（2007年入学）开拓了最新的名为阿里安娜的工程师教程。教程由一年基础课（数学、物理、计算机、理学、生物、管理等），一年选修课和一年专业课组成，以一个六个月的实习结业。专业课程也可以通过双学位在一所合作学校读。一般双学位历时两年，在一所欧洲合作学校（TIME网络）或英美学校（Master's Degree网络）就读，并可以获得合作学校的科学硕士（Master of Science）。在中央理工学习第三年的同时也可以考取一个研究硕士文凭。第二年和第三年之间可以休学一年，到公司里做一个或者几个实习。
专业课一年从两方面选择：一面是学科（规划和持续建筑，能源，环境-材料-生物，工业工程，应用数学，力学-航空-航天，物理和应用，信息科学，先进系统），另一面是针对的岗位（设计和工业化，项目管理，经营管理，研究，创业，公司战略和金融）。
历届工程师年级称谓
从2011届（08年入学的工程师学生，于2011年毕业）开始，巴黎中央理工学院的每届学生都有相对应的知名校友称谓作为年级代表词。
- 2011届 : 居斯塔夫·埃菲尔届
- 2012届 : 鲍希斯·维昂届
- 2013届 : 安德烈·米其林届
- 2014届 : Constantin Rozanoff届
- 2015届 : Jacques Maisonrouge届
- 2016届 : Pierre Lefaucheux届
- 2017届 : 路易·布莱里奥届
- 2018届 : Robert Ier Peugeot届
- 2019届 : Francis Bouygues届

### 专业硕士
巴黎中央理工学院的专业硕士从1987年起受大学校论坛承认。硕士历时一年或者两年，在法国或在另外一个国家（塞尔维亚、突尼斯、俄罗斯等国）。
专业硕士列表
- 材料和制造工程
- 数码与信息科技
- 能源机械
- 工业管理，项目和供应链
- 开放型计算机系统工程
- 科技和管理，为高等管理学校毕业的学生开放。目的是让管理学校毕业出的人进入一些以科技和创新为主的项目、团队、公司或行业。
- 国际商贸发展和战略
- 生物科学和医疗研究数据工程
- 医疗设施和网络的风险和安全管理
- 卫生组织的信息和知识工程
- 医疗设施和网络的科技和管理

### 研究硕士
巴黎中央理工学院提供六个工程学方面的研究硕士文凭。这些项目也开放给不是中央理工毕业的学生。
- 能源，太空和航天
- 工业工程
- 应用数学
- 材料，结构，流体，辐射
- 制造技术工程
- 管理科学研究

### 博士学位
巴黎中央理工学院从1986年起被受准颁发博士学位。学校拥有一个独立的工程科学博士学院。近200名学生在学校就读博士，分布在7个研究单位和相应的其它单位。学校每年授予近50名博士学位。

### 再教育
巴黎中央理工学院的再教育由中央教育提供，属于中央研究有限公司，巴黎中央理工学院的私立公司。学校为因对公司的需求，为公司员工和管理人员提供一个思考和学习的空间。
中央教育对应所有包含科技和复杂管理体系的行业（工业，服务业，国家行政部门，金融和医疗行业）。

## 科研
巴黎中央理工学院除了教学外的另一使命是科学研究。
学校的研究院共计400多人（包括研究员，教育研究员，博士后，博士生，工程师，技术人员和行政人员），分布在七个实验室里，其中三个实验室是属于法国国家科学研究中心的单位。实验室的领域包括物理，物理化学，计算机，数学，机械，经济，工业工程和管理。这些基础科学的应用领域延伸到环境，能源，系统科学，运输，信息科技，通讯科技和医疗科技。
学校正在加强和巴黎UniverSud的研究教育合作伙伴，主要有高等电力学院，卡尚高等师范学校和巴黎第十一大学。其它的合作伙伴（除法国国家科学研究中心外）还有法国原子能署和法国国家信息与自动化研究所。学校还在建立由公司赞助的讲坛，领域包括金融，管理还有供应链。

### 科研实验室
以下实验室设在沙特奈马拉布里的校址上：
- 分子和宏观能源，燃烧实验室（EM2C, Energétique Moléculaire et Macroscopique, Combustion），法国国家科学研究中心UPR 288实验室（80人，包括25名研究员和教育研究员）
- 工业工程实验室（LGI，60人，包括18名教育研究员）
- 材料和制造工程实验室（LGPM，60人，包括19名教育研究员）
- 系统应用数学实验室（MAS，80人，包括18名教育研究员）
- 土地，结构和材料机械实验室（MSSMAT, Mécanique des Sols, Structures et Matériaux），法国国家科学研究中心UMR 8579实验室（100人，包括25名研究员和教育研究员）
- 实体结构，性能和模拟实验室（SPMS），法国国家科学研究中心UMR 8580实验室（40人，包括16名研究员和教育研究员）
- 经济模拟和系统模拟研究团队（ERASME，15人，包括8名研究员和教育研究员)

学校和其它组织有频繁的研究员交换，这其中包括接待邀请教授。
学校2007年和高等电力学院获得了卡诺验证，一种重视和公司合作的研究资助模式。

### 其它实验室
学校还有两个“教育实验室”，目的并不是做研究，而是为了教学而设的：
- 高等系统和计算机实验室（LISA）
- 实验物理实验室（LPE）

## 合作伙伴
巴黎中央理工学院和许多法国和国际级别的组织有着教育和研究合作协议。

### 法国合作伙伴
巴黎中央理工学院和高等电力学院2006年签订了一个战略合作伙伴关系的协议框架，并从2008年11月起正式实施。合作目的是为了两个学校在国际舞台上能够拥有更好的竞争力。 
巴黎中央理工学院，高等经济商业学院和斯塔特设计师学院2005年创建了开放性创新项目CPI（Création d'un Produit Innovant）。CPI项目依靠设计思维令三个学校学生组成的团队9个月里对合作公司提出的创新题目进行研究。
巴黎中央理工学院和高等经济商业学院2009年11月签订了战略合作伙伴关系。伙伴关系包括所有大学使命（基础教育，再教育，研究，国际关系和企业关系）和一个双向双学位的建立的框架协议。
巴黎中央理工学院，高等电力学院和巴黎高等商业学院2006年7月签订了一个三项合作协议：学生交换，双学位和研究合作.
学校还加入了以下合作计划：
- 大学校论坛

- 中央理工学院联合体：集合所有中央理工学院的组织，除巴黎中央理工学院，还有里尔中央理工学院，里昂中央理工学院，马赛中央理工学院，南特中央理工学院和北航中法工程师学院，又名北京中央理工学院，以法语教学和联合体其它成员属于同一个级别。

- PRES 巴黎UniverSud：学校属于高等教育和研究联合体（PRES）UniverSud Paris.

- 中央理工-高等电力联合选拔考试：中央理工学院联合体，高等电力学院和其它工程师大学校1968年起联合举办的统一招生考试。

- 环境和可持续发展高等研究学院：巴黎中央理工学院和巴黎高等商业学院，巴黎-格里尼翁国立农业学院联合建立的学院，专门讨论环境和可持续发展等方面的问题。

### 国际合作伙伴
学校明确向国际化开放，学校里四分之一的学生来自法国以外的国家。学校是以下网络的成员：
- CESAER：欧洲工程师学校联盟合作组织

- Top Industrial Managers for Europe（TIME网络）：学校1988年是Top Industrial Managers for Europe的创始人（TIME），使学生能够同时获得欧洲最好的的工科大学中两个学校的文凭（双学位）。其它网络成员包括米兰理工大学，贝尔法斯特女王大学，柏林工业大学等。

- UniTech：和五个欧洲的学院和大公司的交换协议

- 剑桥大学：学生交换协议，学校学生可以在人数限制之内去剑桥工程院读第二年，剑桥工程院的学生也可以到中央理工去读他们的第三年[7]。

学校的双学位协议不仅针对欧洲学校，还针对世界一流学校，比如美国麻省理工大学，哈佛大学，斯坦福大学，哥伦比亚大学，加州大学伯克利分校，康奈尔大学以及南美洲圣保罗大学等。
欧洲除TIME和Unitech外，学校还有其它协议，像和英国大学的协议（牛津大学等）。

## 和公司之间的联系
学校和企业界有着密切的联系，无论是通过教育方面的合作，还是通过实验室研究员和公司签订的合同。总体来说，学校意在促进创新并加强学生对企业界的认识。企业孵化器和青年企业就是遵照这个理念最典型的例子。
道达尔集团于2009年11月17日延续了它和巴黎中央理工学院的协议，继续支持北航中法工程师学院三年，目的是为了促进国际化的高级工程师和管理者的培养。

### 企业孵化器
巴黎中央理工学院落实培养创业人，2001年建立起企业孵化器。正在从中央理工的大群体（学生、校友、老师、研究员等）中诞生的企业可以在孵化器的场地上发展，并且可以得到建议和帮助。加上2001年建立起的中央创业系，不同领域的一些很有活力的年轻企业诞生了：医院管理咨询，点播视频，动态3D绘图等等。中央创业人团体集合了这些创业人，来激发学生和年轻的毕业生的创业热情。

### 青年企业
中央青年研究公司（JCE，Junior Centrale Etudes）是学校的青年企业。它是一个完全由工程师学员管理的公司，按照咨询公司的模式运作，接手公司的订单并由中央理工的学生完成。
中央理工学生受到的高等的多元化的教育使得他们有足够的科学知识，技术和经济社会的认知，来完成许多不同领域的研究课题：
- 计算机部门：创建网页/内部网，网页的功能模块，数据库，个性化图形用户界面。
- 技术翻译部门：JCE依靠着学生的科学水平和语言能力，还有许多双语学生的帮助，能够完成技术翻译（商业技术文件或技术参考文件）。
- 工程部门 :巴黎中央理工学院的学生受到多元化的科学和技术教育，使得他们能够完成许多不同领域的研究。
- 商业营销、战略、金融：完成工业营销的研究计划，做满意度调查，审计，商业计划，战略咨询。
- 2000年青年企业大奖赛
- 从1970年创办起就在青年企业排名中名列前茅。[8]
- JCE是EXPECT网的创办成员之一。EXPECT网是一个欧洲青年企业的网络，每个企业都隶属一个技术或商业大学。JCE还是法国国家青年企业联合会的创办成员之一。

## 学生生活
学生在校园内能够参加很多社团活动，但校园设计有序，不用四处奔走。

### 校园
学生住在邻近教学区的学生宿舍里。宿舍由12栋楼（从A到L编号）组成：
- 10栋单身学生单人宿舍楼（A-I楼，K-L楼），共1034间（14平方米，2017年房租：407欧/月）[10]，其中8间为残疾人宿舍
- 1栋单身学生双人宿舍楼（F楼），共116间（17平方米，2017年房租：270.3欧/月）
- 1栋结婚宿舍（J楼）（27平方米，2017年房租：515欧/月）

校园内提供洗衣房、咖啡厅、表演场所、体育馆、体操馆和卫生服务。学校还提供三个网球场，一个足球/橄榄球场地和一个大学餐厅。学校餐厅午餐、晚餐售价3.25欧/顿。图书馆提供打印、复印服务，价格分5欧/50页、8欧/100页两种，也可通过VIA社团进行自助打印，价格更为低廉。校园位于Châtenay-Malabry市，索镇公园（Parc de Sceaux）对面。

### 交通
巴黎中央理工学院周边交通便利。地铁临近大区快铁B线（RER B）贝尔尼十字架站（La croix-de-berny）、安东尼站（Antony）。
周边公交车站有：
- 379路 Carrefour d'Europe
- 395路 Carrefour d'Europe、Grande Voie des Vignes - École Centrale

### 社团活动
学校支持学生在校园内的社团活动，作为另一种个人培养的方式。社团包括：
- 学生会社团：学生会（BdE, Bureau des Elèves），校园会（AdR, Association des Résidents）是两大社团活动的支柱，另外还有Piston ski（滑雪周的组织社团），Equinoxe（巴黎中央理工晚会的组织社团），NX（学生电视台），CentraleNum（摄影社团），Piaf（校园报纸），JCE（青年企业），WEI（Le Week-End d'Intégration，入学狂欢周末），BdA（艺术社团），VIA（校园内的网络系统管理社团），CRoC（Centrale Robot Club机器人俱乐部），NdT（La Nuit des Troubadours，音乐晚会组织社团），RAID（道达尔－巴黎中央越野赛组织社团），FCE（Forum Centrale Entreprises，中央企业论坛会）[11]，Centrale 7（国际7人橄榄球赛组织社团）[12]等。
- 俱乐部社团：体育社团（赛艇、攀岩、足球、手球、橄榄球、羽毛球等），兴趣社团（天文、魔术等）或文化社团（德国、比利时等）

学校的中国社团里每年汇聚60多名留学生，大多数来源于4+4项目、北航中法工程师学院、AST项目和法国预科班。中国社团（Club Chinois）每年都会组织春节联欢晚会、中华美食晚宴（Bar Spé Chinois）等一系列活动，弘扬推广中华文化。近年来，中国社团新增了WEC（Le Week-End de Cohésion，中国学生入学狂欢周末）、卡拉OK、校级联谊、厨艺大赛、桌游等丰富多彩的活动。在巴黎中央理工学院中国社团和巴黎高等电力学院的不懈努力下，巴黎中央理工大学-高等电力学院中国学生学者联合会（Union des Chercheurs et Étudiants Chinois à CentraleSupélec）于2015年11月17日正式成立。

## 历任校长
- Alphonse Lavallée (1829-1862)
- Auguste Perdonnet (1862-1867)
- Jules Petiet (1867-1871)
- Napoléon Solignac (1871-1882)
- Alcide Cauvet (1882-1892)
- Francisque Reymond (1892-1895)
- Paul Buquet (1895-1910)
- Ernest Noël (1910-1920)
- Adrien Bochet (1920-1922)
- Léon Guillet (1922-1945)
- Casimir Monteil (1945-1948)
- Edouard Callandreau (1948-1952)
- Georges Poivilliers (1952-1962)
- Roger Boucheron (1962-1963)
- Jacques Fougerolles (1963-1965)
- Roger Boucheron (1965-1967)
- Jean-Jacques Baron (1967-1978)
- Daniel Gourisse (1978-2003)
- 埃尔韦·比奥塞尔 (2003-2015)

## 校友
巴黎中央理工学院的校友们被称为中央人（Centraliens），拥有自己的校友协会，名为Association des Centraliens。学校共计36 000毕业学生，其中16 000还在工作，7 000人参加了校友协会。

### 中央理工学院联合体中其它学校
- 里尔中央理工学院
- 里昂中央理工学院
- 马赛中央理工学院
- 南特中央理工学院
- 北航中法工程师学院（又名北京中央理工学院）
- 卡萨布兰卡中央理工学院
- 海得拉巴中央理工学院
- 巴西中央理工学院

参见：中央理工学院联合体。